# Coleophora genistae
Coleophora genistae là một loài bướm đêm thuộc họ Coleophoridae. Nó được tìm thấy ở Thụy Điển đến bán đảo Iberia, Sardinia, Ý và Hy Lạp và từ Đảo Anh đến România. Nó cũng được tìm thấy ở Thổ Nhĩ Kỳ. Coleophora genistae được Stainton miêu tả khoa học lần đầu tiên năm 1857.
Sải cánh dài khoảng 12 mm. Chúng bay từ tháng 6 đến tháng 8 ở miền tây Europe.
Ấu trùng ăn Genista anglica, Genista lobelii và Genista pilosa. 

## Hình ảnh

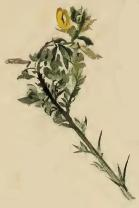
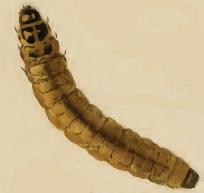
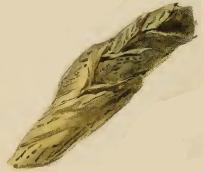